# Kostel Nanebevzetí Panny Marie (Slatiny)
Kostel Nanebevzetí Panny Marie je římskokatolický, orientovaný, filiální kostel ve Slatinách. Je od 3. května 1958 chráněn jako kulturní památka České republiky. Je situován v dominantní poloze na mírném návrší nad obcí uprostřed hřbitova obehnaného rokokovou zdí.

## Historie
Původní gotický kostel z poloviny 14. století nechala hraběnka Anna Šliková vystavět v letech 1761-1763 ve stylu rokokové gotiky s využitím obvodového zdiva původního kostela. Stavba je pokračování tvorby ojedinělé barokní krajinné kompozice, známé dnes jako Mariánská zahrada, kterou započal manžel Anny František Josef Šlik. V roce 1869 byla upravena lucerna báně. Renovován byl kostel v roce 1944.

## Architektura
Jednolodní budova s téměř čtvercovým půdorysem krytá mansardovou střechou. Presbytář je zevně polygonální a zevnitř segmentově uzavřený s obdélníkovou sakristií při severní straně a oratoří v patře. Na západní straně je obdélná předsíň kruchtou v patře. Na všech nárožích při stěnách lodi jsou opěráky zakončené barokními volutami. Uprostřed hlavního průčelí je vstupní portál s lomeným profilovaným obloukem, nahoře s rokajovými dekoracemi a s erby v kartuši. Po stranách portálu jsou polopilíře, na vrchu s bohatě zdobenými vázami. Uprostřed hřebene střechy je objemná kupole s lucernou a na obou koncích štíhlé sanktusové věžičky. Původně byl kostel obklopen čtyřmi menšími rokokovými kaplemi se stěnami členěnými pilastry a bohatou malířskou výzdobou, z nichž se do současnosti dochovala pouze jedna sloužící dnes jako márnice. Na západ od kostela stojí dřevěná barokní zvonice s renesančním zvonem z konce 17. století.

## Interiér
Interiér má bohatou štukovou dekoraci, na pilastrech v presbytáři jsou rokoková sousoší andílků. Fresky a vnitřní zařízení pocházejí také z doby kolem roku 1763. Z původního gotického kostela pochází kamenná křtitelnice z poloviny 15. století a na ní stojící cínová křtitelnice z r. 1593.

## Bohoslužby
Pravidelné bohoslužby se konají druhou a čtvrtou neděli v měsíci v 11.00.